# Talaus samchi
Talaus samchi är en spindelart som beskrevs av Ono 200. Talaus samchi ingår i släktet Talaus och familjen krabbspindlar.
Artens utbredningsområde är Bhutan. Inga underarter finns listade i Catalogue of Life.